# Paul Michael Glaser
Pour les articles homonymes, voir Glaser.
 (mars 2024).
Paul Michael Glaser, né Paul Manfred Glaser le 25 mars 1943 à Cambridge (Massachusetts), est un acteur et réalisateur américain.
Il est notamment connu du grand public pour son rôle du policier Dave Starsky dans la série Starsky et Hutch (1975-1979), aux côtés de son coéquipier Hutch (David Soul).

## Biographie

### Jeunesse et formation
De son vrai nom Paul Manfred Glaser, Paul Michael Glaser naît à Cambridge dans l’État du Massachusetts, dans une famille de confession juive, même si sa mère se déclarait agnostique. Il est le dernier des trois enfants de Dorothy et Samuel Glaser, un architecte diplômé du MIT et bien connu dans la région de Boston. Les sœurs aînées de Paul sont Connie et Priscilla.
Paul fait ses études à l’université Tulane d'où il obtient une maîtrise d’anglais et de théâtre en 1966. Son compagnon de chambrée n’est autre que le réalisateur Bruce Paltrow. Il obtient un second Master d’acteur et de réalisation à l’université de Boston en 1967.

### Carrière
Après avoir fait des apparitions dans différentes productions de Broadway, Paul Michael Glaser joue dans son premier long-métrage en 1971, où il tient le rôle de Perchik, dans la version cinéma d'Un violon sur le toit.
Il se fait remarquer dans une série télévisée Love is a Many Splendored Thing, diffusée l’après-midi, où il joue le rôle du docteur Peter Chernak. Mais il connaît la célébrité en 1975 grâce à son rôle de sergent détective David Starsky dans la série Starsky et Hutch dont il dirige plusieurs épisodes. À la fin de la série en 1979, il continue de jouer pour la télévision et le cinéma puis il se consacre à la réalisation.
Il tourne deux épisodes de Deux flics à Miami puis réalise le film Le Mal par le mal en 1986.
En 1987, il dirige le film Running Man, avec Arnold Schwarzenegger dans le rôle principal et, en 1992 Le Feu sur la glace (The Cutting Edge). Il réalise deux autres films en 1994 et 1996.
Dans les années 2000, il dirige des épisodes de plusieurs séries télévisées, jouant dans certaines d'entre elles ou bien dans d'autres.
Il retourne au grand écran en 2004 dans Tout peut arriver, dans un caméo  pour la version cinéma de Starsky et Hutch, où son rôle est repris par Ben Stiller et dans Live! en 2007.

### Vie privée

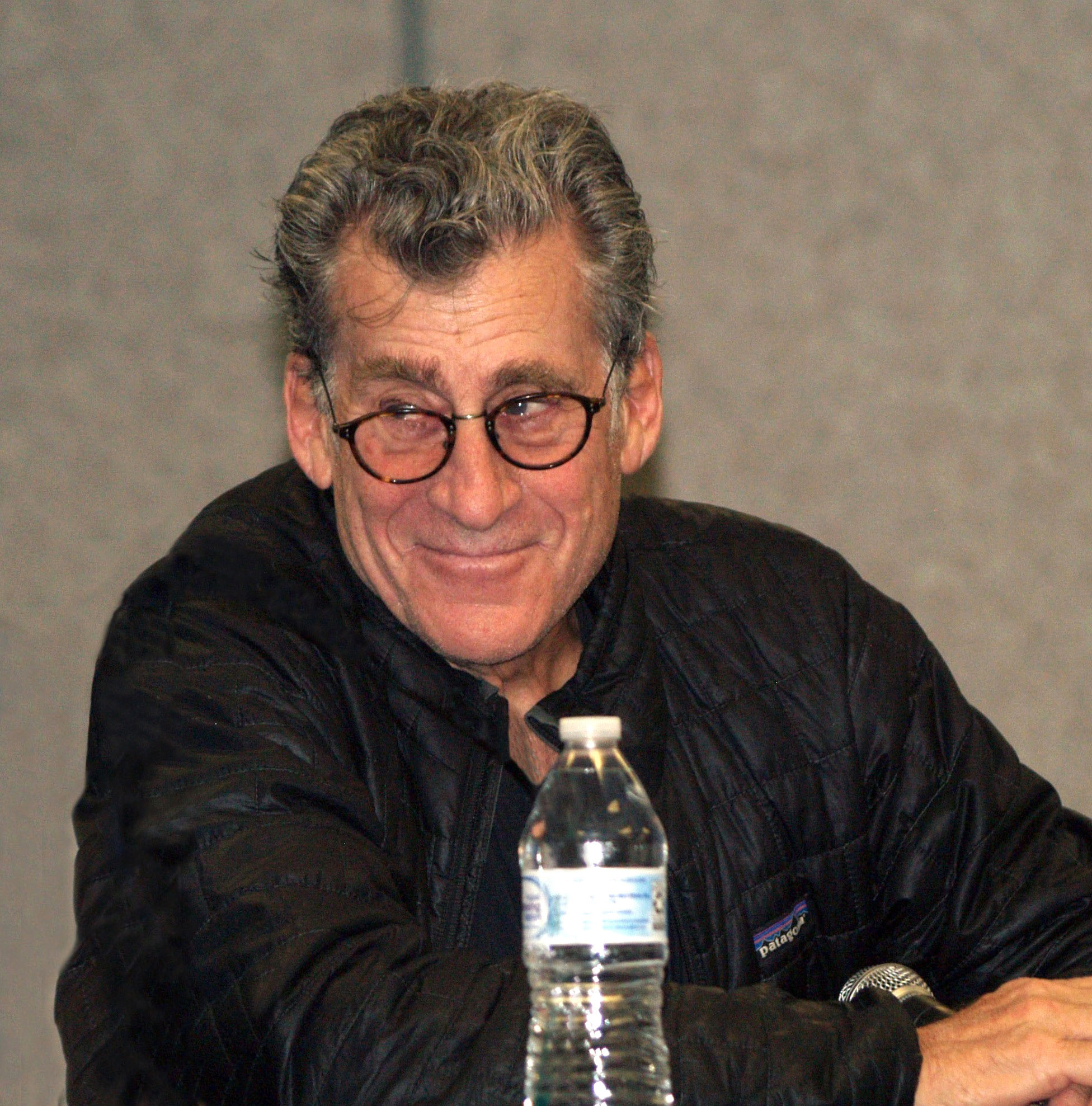
Paul Michael Glaser en 2018.

Le 24 août 1980, Paul Michael Glaser épouse en premières noces Elizabeth Meyer, qu'il avait rencontrée en 1975.[réf. souhaitée]
En août 1981, Elizabeth contracte le VIH à la suite d’une transfusion sanguine au moment de l’accouchement du premier enfant du couple, Ariel. Elle ne découvrira sa contamination, ainsi que celle d’Ariel et de son autre fils, Jake (né en octobre 1984), que quatre ans plus tard. Ariel Glaser décède en août 1988, Elizabeth en décembre 1994, après avoir fondé la « Elizabeth Glaser Pediatric AIDS Foundation ». Paul Michael Glaser et Jake ont eu la chance d'échapper à la maladie grâce à un gène qui résiste au VIH.
Après la mort d’Elizabeth, Paul Michael Glaser préside la fondation de sa femme jusqu’en 2002 et en restera président honoraire. Il témoigne à ce titre devant le Congrès des États-Unis, rencontre des leaders nationaux et lève des fonds pour l’organisation.[réf. souhaitée]
En 1996, il épouse la productrice Tracy Barone ; le couple a une fille, Zoe Anne (née en 1997). Il demande le divorce en 2007.[réf. souhaitée]

## Filmographie

### Réalisateur

#### Cinéma
- 1986 : Le Mal par le mal (Band of the Hand)
- 1987 : Running Man (The Running Man)
- 1992 : Le Feu sur la glace (The Cutting Edge)
- 1994 : Un joueur à la hauteur (The Air Up There)
- 1996 : Kazaam

#### Télévision
- 1977 et 1979 : Starsky et Hutch (série télévisée) - saison 2, épisode 14 - saison 3, épisodes 18 et 23 - saison 4, épisodes 14 et 22
- 1984 et 1985 : Deux flics à Miami (Miami Vice) (série télévisée) - saison 1, épisode 6 ; saison 2, épisode 1
- 1987 : Histoires fantastiques (Amazing Stories) (série télévisée)  - saison 2, épisode 14
- 2001 et 2003 : Amy (Judging Amy) (série télévisée)
- 2002 : Espions d'État (The Agency) (série télévisée)
- 2004 et 2005 : New York 911 (Third Watch) (série télévisée)
- 2005-2008 : Las Vegas (série télévisée)
- 2008 : Esprits criminels  (Criminal Minds) (série télévisée) - saison 4, épisode 8

### Acteur

#### Cinéma
- 1971 : Un violon sur le toit (Fiddler on the Roof) de Norman Jewison : Perchik
- 1972 : Butterflies Are Free de Milton Katselas : Ralph
- 1980 : Phobia de John Huston : Dr. Peter Ross
- 2001 : F-Stops de Jeffrey Bassetti : Gabriel Ellis old
- 2003 : Tout peut arriver (Something's Gotta Give) de Nancy Meyers : Dave
- 2004 : Starsky et Hutch (Starsky & Hutch) de Todd Phillips : un des deux vendeurs de la nouvelle Gran Torino (caméo)
- 2007 : Live ! (Live!) de Bill Guttentag : le directeur de la chaîne

#### Télévision
- 1967 : La Colline de l'adieu (Love Is a Many Splendored Thing) (Love Is a Many-Splendored Thing) (série télévisée) : Dr. Peter Chernak
- 1972 : Le Sixième Sens (The Sixth Sense) (série télévisée) : David Hall
- 1972 : Cannon (série télévisée) : Jason Logan
- 1972 : Les Rues de San Francisco (The Streets of San Francisco) (série télévisée, saison 1, épisode 13, Bitter Wine) : Jason Kampacalas
- 1973 : La Famille des collines (The Waltons) (série télévisée) : Todd Cooper
- 1974 : Kojak (série télévisée, saison 1, épisode 19, Down a Long and Lonely River) : Lou Giordino

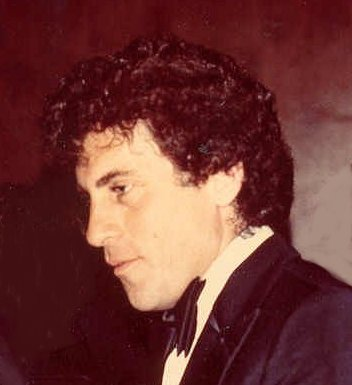
Paul Michael Glaser en 1978.

- 1974 : 200 dollars plus les frais (The Rockford Files) (série télévisée) : Ralph Correll
- 1975-1979 : Starsky et Hutch (Starsky & Hutch) (série télévisée) : David Starsky
- 1976 : The Great Houdini (en) (téléfilm) : Harry Houdini
- 1983 : Attendez que maman revienne (en) (Wait till Your Mother Gets Home!) (téléfilm) : Bob Peters
- 1983 : Princesse Daisy (Princess Daisy) (téléfilm) : North
- 1984 : Jalousies (Jealousy) (téléfilm) : Daniel
- 1984 : Scandale au pénitencier (en) (Attack on Fear) (téléfilm) : Dave Mitchell
- 2001 : Attirance fatale : Qui a tué Anne-Marie F. ? (And Never Let Her Go) (téléfilm) : Frank Gugliatta
- 2004 : New York 911 (Third watch) (série télévisée) : Le capitaine Jack Steeper
- 2005 : Séduction criminelle (Ladies night) (téléfilm) : Art Kirkland
- 2008 : The Closer (série télévisée) : Davis Mayhan
- 2008 : Esprits criminels (Criminal Minds) (série télévisée) : l'inspecteur Garrity
- 2008 : Numbers (série télévisée) : Brett Hanson
- 2009 : Mentalist (The Mentalist) (série télévisée) : Walter Crew
- 2013 : Ray Donovan (série télévisée) : Alan
- 2019 : Grace et Frankie (série télévisée) : Léo

## Voix françaises
En France, Jacques Balutin a été la voix la plus régulière de Paul Michael Glaser depuis la série Starsky et Hutch.
| - Jacques Balutin dans : - Starsky et Hutch (série télévisée) - Princesse Daisy (téléfilm) - New York 911 (série télévisée) - The Closer : L.A. enquêtes prioritaires (série télévisée) - Starsky et Hutch (film) - Mentalist (série télévisée) | Et aussi : - Francis Lax dans Kojak série Tv - Pierre Pernet dans Un violon sur le toit - Jean Cussac dans Un violon sur le toit (chant) - Patrick Béthune dans Tout peut arriver - Jean-Pierre Gernez dans Lego : Les Aventures de Clutch Powers (voix) - Hervé Jolly dans Ray Donovan (série télévisée) |